# 東屋トン子
東屋 トン子（あずまや トンこ、2月14日 - 没年月日不詳）は、元タカラジェンヌで宝塚歌劇団卒業生。日本の映画女優。日本初の「サザエさん女優」としてのみ知られる。東京都出身。宝塚少女歌劇団在団時の愛称はトンちゃん。

## 来歴・人物
1919年から1923年〈大正8年 - 12年〉頃の2月14日に生まれる。旧芸名は東屋鈴子（あずまや・すずこ）。東京市富士見尋常小学校（現・千代田区立富士見小学校）卒業後の1935年に、宝塚少女歌劇団（現・宝塚歌劇団）に入団。宝塚歌劇団25期生となる。宝塚少女歌劇団在団中は月組と雪組に一時期配属されていた。同期生に深緑夏代（入団時は深緑夏子）、朝雲照代、東風うらゝ（改名後は宮城千賀子）、日高澄子、萬代峯子、谷間小百合、出雲國子らがいる。
趣味は歌劇見学。好きな食べ物はサンドイッチ。宝塚歌劇団での友人は野分若菜。
1946年に宝塚歌劇団を退団した後に、同期生である宮城千賀子が立ち上げた「劇団なでしこ」の団員となった。（ちなみに宮城は後述する多くの作品に東屋と共演している。）
1947年（昭和22年）、マキノ芸能社傘下のマキノ映画第一号、短編映画『ゴムまり』に出演する。ちなみに芸名の「トン子」は『ゴムまり』出演時の役名「トンちゃん」から取っている。
1948年（昭和23年）、同じくマキノ映画が製作、松竹が配給した『サザエさん（前後篇）』で主演に抜擢される。その理由は「（原作の）漫画に最も酷似していたから」ということだった。同年に長編映画の『暗黒街の天使』にも出演している。
サザエさんでの演技が評価され、1950年（昭和25年）には『サザエさん のど自慢歌合戦』（製作東洋スタジオ、配給大映）にも出演した。非常に眉毛が濃いことで知られた。
これ以降は活動の記録はなく、消息不明である。